# Serromyia silvatica
Serromyia silvatica är en tvåvingeart som beskrevs av Meillon och Downes 1986. Serromyia silvatica ingår i släktet Serromyia och familjen svidknott. Inga underarter finns listade i Catalogue of Life.